# ОМА (альбом)
«ОМА» — шестой студийный альбом украинской певицы Ирины Билык, выпущенный 1 марта 2000 года на лейблах Mamamusic и NAC.

## Предыстория и запись
Свой предыдущий альбом «Фарби» Билык выпустила в 1998 году. В том же году вышел её первый сборник лучших хитов «Краще: 1988—1998». Уже в августе исполнительница приступает к записи новой пластинки. У Билык идея сделать альбом «для себя, не ограничиваясь канонами и не оглядываясь, понравится ли он публике» появилась ещё десять лет назад. По её словам, она вернулась на десять лет назад, когда она была ещё не известной, и попыталась сделать то, из-за чего бы её заметили.
Слова и музыку практически всех песен написала сама Билык. Музыку к песням «Скажи» и «Ні» написал один из наиболее востребованных на тот момент композиторов Евген Ступка, он также выступил саунд-продюсером всего альбома. Работа продолжалась в течение полутора лет. Запись проходила в Киеве, на студиях  «Mamamusic» и «Столица Звукозаписи».
Название альбома «О́МА» исполнительница придумала сама, по её словам, это «когда очень классно».

## Релиз и продвижение
Лид-синглом с альбома была выбрана песня «Вибачай», она была выпущена в октябре 1999 года. Сингл был выпущен на компакт-диске в формате макси-сингла. На диске представлено пять песен: четыре версии песни собственной «Вибачай» и новая песня «Вітер». На песни «Вибачай», «Вітер», «Скажи» и «Вже осінь» были сняты видеоклипы. Режиссёром первых трёх стал Максим Паперник, последний срежиссировал Игорь Иванов.
25 февраля 2000 года состоялась презентация альбома в столичном ресторане «Дежавю». Выпуск альбома состоялся 1 марта. В апреле-месяце Билык отправилась в турне в поддержку альбома. 7 июня шоу прошло в киевском Дворце «Украина». Однако на этот раз певица не ограничилась Украиной, концерты прошли в Великобритании, Германии, Канаде, США, странах ближнего зарубежья и в России.
В 2008 году альбом был переиздан компанией Moon Records в честь 20-летия творческой деятельности Ирины Билык.

## Отзывы критиков
Андрей Архангельский, обозревая альбом для издания «Факты», нашёл в нём духовную подоплёку и пришёл к выводу, что его можно рассматривать как извилистый путь от язычества к христианству. Начиная с песни языческого, прадавнего звучания «Без назви», оно трансформируется в течение всего альбома в лирику с православным, философским подтекстом и выходит в колыбельную «Бiлу пiсню», символизирующее суть мироустройства. По его мнению, это путь человека, приводящего свои чувства в порядок Он отметил, что музыка на альбоме по-брит-поповски модная, хотя мрачная и безысходная — весь альбом в миноре. Песню «Вибачай» он назвал «безусловным хитом», а песню «Бiла пiсня», по его мнению, — эталон современной украинской песенной лирики. Резюмируя, он заявил, что новый альбом — «не застывшая икона, а портрет живого человека».
По мнению рецензента портала UMKA, данным альбомом Билык «окончательно доказала, что украинская поп-музыка и должна, и умеет быть содержательной, разноплановой, качественной, яркой, современной — настоящей».

## Список композиций
| №                   | Название                     | Автор(ы)                         | Продюсер                                  | Длительность |
| ------------------- | ---------------------------- | -------------------------------- | ----------------------------------------- | ------------ |
| 1.                  | «[Без назви]»                | Ирина Билык                      | Ирина Билык, Евген Ступка                 | 0:15         |
| 2.                  | «Без назви»                  | Ирина Билык                      | Ирина Билык, Евген Ступка                 | 3:55         |
| 3.                  | «[Вітер]»                    | Ирина Билык                      | Ирина Билык, Евген Ступка                 | 0:22         |
| 4.                  | «Вітер»                      | Ирина Билык                      | Ирина Билык, Евген Ступка                 | 4:33         |
| 5.                  | «Вибачай»                    | Ирина Билык                      | Ирина Билык, Евген Ступка                 | 3:59         |
| 6.                  | «Скажи»                      | Ирина Билык, Евген Ступка        | Ирина Билык, Евген Ступка                 | 3:45         |
| 7.                  | «Ні»                         | Ирина Билык, Евген Ступка        | Ирина Билык, Евген Ступка                 | 3:10         |
| 8.                  | «Де море, як я»              | Ирина Билык                      | Ирина Билык, Андрей Цистанов, Жан-Болотов | 4:10         |
| 9.                  | «Падали…»                    | Ирина Билык                      | Ирина Билык, Евген Ступка                 | 3:45         |
| 10.                 | «[Ома]»                      | Ирина Билык                      | Ирина Билык, Евген Ступка                 | 0:13         |
| 11.                 | «Ома»                        | Ирина Билык                      | Ирина Билык, Евген Ступка                 | 4:37         |
| 12.                 | «Вже осінь»                  | Ирина Билык                      | Ирина Билык, Жан-Болотов                  | 4:49         |
| 13.                 | «Вибачай» (Акустична версія) | Ирина Билык                      | Ирина Билык, Евген Ступка                 | 3:17         |
| 14.                 | «Біла пісня» (Бонус)         | Константин Гнатенко, Ирина Билык | Ирина Билык, Барон, Андрей Цистанов       | 2:51         |
| Общая длительность: | Общая длительность:          | Общая длительность:              | Общая длительность:                       | 45:02        |

| №   | Название          | Автор(ы)    | Длительность |
| --- | ----------------- | ----------- | ------------ |
| 15. | «Вітер» (Remix)   | Ирина Билык | 3:47         |
| 16. | «В ніч новорічну» | Ирина Билык | 3:47         |

## История релиза
| Регион  | Дата | Формат  | Лейбл          | Каталожный код        | Ист.   |
| ------- | ---- | ------- | -------------- | --------------------- | ------ |
| Украина | 2000 | CD      | Mamamusic, NAC | MMCD 000-2, NAC CD019 | [ 12 ] |
| Украина | 2000 | Кассета | Mamamusic, NAC | 0275                  | [ 12 ] |
| Украина | 2002 | CD      | Mamamusic, NAC | MMCD 000-2, NAC CD019 | [ 12 ] |
| Украина | 2008 | CD      | Moon Records   | MR 1822-2             | [ 12 ] |